# Upminster
Upminster är en ort i Storbritannien.   Den ligger i grevskapet Greater London och riksdelen England, i den sydöstra delen av landet, 27 km öster om huvudstaden London. Upminster ligger 19 meter över havet och antalet invånare är 10 000.
Terrängen runt Upminster är platt. Runt Upminster är det tätbefolkat, med 659 invånare per kvadratkilometer. Närmaste större samhälle är Bexley, 14,7 km sydväst om Upminster. Trakten runt Upminster består till största delen av jordbruksmark.